# Horváth István (labdarúgó, 1923)
Horváth István (Dorog, 1923 – Dorog, 2013) magyar labdarúgócsatár, jobbszélső.

## Pályafutása
Labdarúgó-pályafutása során (1945–1955) csak egy csapatban játszott, a Dorogi Bányász (ma: Dorogi FC) futballcsapatában. Pályafutása során tagja volt a dorogi aranykorszak csapatának. Tagja volt a dorogiak első NB I-es csapatának, olyan labdarúgókkal játszott együtt, mint Pfluger Jenő, Grosics Gyula, Buzánszky Jenő és Ilku István. A tíz éven keresztül tartó pályafutása során szoros barátságot alakított ki Ilku Istvánnal, a dorogiak kapusával.
Utolsó éveit Dorogon töltötte. Sírja a dorogi temetőben áll.

## Sikerei

### Egyénileg
- A Magyar Népköztársaság kiváló sportolója

### Csapattal
- NB II-győztes
- 1947–1948: Bányász Kupa-nyertes
- 1952: Magyar kupa 2. helyezés